# Панархія
Панархія — політична теорія заснованих на суспільних договорах не територіальних держав, представлена в 1860 бельгійським ботаніком і економістом Полем Емілем де Пюїдом. Суть панархії полягає у вільному виборі громадянами будь-якої форми правління з спектра доступних у певному конфедеративному політичному освіті. Сучасні теоретики визначають панархію як нормативну політичну теорію, яка захищає не територіальні держави, що ґрунтуються на реальних соціальних договорах, які явно узгоджуються та підписуються між державами та їх потенційними громадянами. Прикладом такої не територіальної електронної держави може бути Bitnation. Панархія може розглядатися як різновид лібертаріанства.

## Походження слова
Оксфордський словник англійської мови зараховує іменник до "переважно поетичних" зі значенням "універсального світу", посилаючись на цитату Філіпа Джеймса Бейлі: "зоряна панархія простору". У прикметника «панархічний» (всеправлячий) є більш ранні свідчення.

## Вільний вибір уряду
У своїй статті 1860 «Панархія» де П'юїд, який також висловив підтримку економіці невтручання (laissez-faire), застосував цю концепцію до права людини обирати будь-яку форму правління, не вимушений переїжджати зі свого нинішнього місця проживання. Це іноді описується як «екстериторіальна» форма правління, оскільки уряди часто обслуговуватимуть безмежні ділянки. Де Пюїд писав:
《А істина в тому, що «правильної» свободи не буває: ніби людина завжди обирає лише між свободою та рабством. Кожен у цій справі сам собі суддя, і вирішує він, виходячи з особистих переваг. .... Тому я вимагаю, заради блага кожної людини, свободи об'єднання за перевагами та свободи діяльності за здібностями. Тобто повну свободу обирати, у яких політичних умовах жити і нічого більше.》
Де Пюїд описав, як така система керуватиметься:
《Уявляєте, як працює відділ запису актів громадянського стану? Слід лише наділити його іншим обов'язком і дати йому назву, скажімо, «Бюро політичних спілок». Ця організація надсилатиме кожному свідомому громадянину декларацію для заповнення. Так само, як заповнюються податкові документи.
У ній будуть такі питання: Яка форма правління вам найкраща? Вибір необмежений: монархія, демократія чи щось інше. Якщо монархія, то абсолютна чи обмежена? А якщо обмежена, то наскільки? Думаю, ви віддасте перевагу конституційній. Ваша відповідь, якою б вона не була, буде занесена до спеціально призначеної для цього облікової книги. Після внесення запису ваш статус зміниться на королівського підданого чи громадянина республіки. Звісно, якщо ви раптом не захочете відкликати свою декларацію згідно з вказаним порядком.
Далі ви підкорятиметеся тільки своєму уряду — точно так, як бельгійській владі немає справи до прусського підданого.》
Визначення панархії було розширено до політичної філософії панархізму. Воно отримало підтримку від анархістів чи послідовників лібертаріанства, зокрема від Макса Неттлау в 1909 і Джона Зубе.
Інші використовували фразу «мультиуряду», щоб описати таку систему. Ще одна подібна ідея - Функціональні, Перекриваються та Конкуруючі Юрисдикції (ФПКЮ), що просувається Бруно С. Фреєм і Рейнером Ейхенбергером.
У дослідженні 1982 року вчений Девід Харт стверджував, що де П'юїд, цілком можливо, був читачем роботи бельгійського економіста Густава де Молінарі, який вже підняв у 1849 ідею «урядової компетенції» в поліції та судах через приватні охоронні агенції.

## Світове співтовариство
Джеймс П. Сьюелл і Марк Б. Солтер у статті 1995 року «Панархія та інші норми глобального управління» визначають панархію як «всеосяжну, універсальну систему управління, де всі можуть брати осмислене участь». Вони романтизують цей термін, згадуючи «грайливого грецького бога Пана лісів та пастушої безтурботності, наглядача лісів, пастух пастухів та їх стада. Таким чином, він означає архетипове управління успішністю і збереженістю біосфери.
Девід Ронфельдт і Джон Аркілла у своїй роботі про мережеву війну, яку вони визначають як форму конфлікту низької інтенсивності, злочинності та активізму, кажуть: «Задум — це гетерархія, але також і те, що можна назвати "панархією"».
Пол Б. Харцог пише в "Панархія: Управління в епоху Мережі": "Панархія — це трансдисциплінарне дослідження політичної та культурної філософії "мережевої культури". Основними актуальними галузями для панархії є світова політика (міжнародні відносини), політична філософія/теорія та інформаційні технології. Панархія також спирається на висновки теорії інформації/комунікацій, економіку, соціологію, мережу та комплексні системи.»
У роботі Пола Б. Харцога термін "панархія" виникає на перетині трьох основних понять: 1) екології та комплексних систем, 2) технології та 3) політики. «Пан» з погляду екології спирається на грецького бога Пана як символ дикої та непередбачуваної природи. «Пан» з погляду технології відноситься до персональної мережі (персональна мережа — це взаємозв'язок пристроїв інформаційних технологій у межах діапазону окремої людини), що об'єднує людей у взаємопов'язану глобальну соціальну мережу. «Пан» з погляду політики посилається на різницю між «всередині/зовні», і як система критеріїв для глобальної соціальної мережі немає зовнішності в епоху глобальних випробувань і управлінь.

## Загальна теорія систем
Теорія систем - це міждисциплінарна галузь науки, що вивчає природу та процеси комплексних систем фізичних та соціальних наук, так само як і в галузі інформаційних технологій. Ленс Гандерсон і К. С. Холлінг у своїй книзі «Панархія: Розуміння трансформації в системі людей та природи» використовували цей термін, кажучи:
《Термін «панархія» був придуманий як антитеза до слова ієрархія (буквально, священні правила). Ми вважаємо, що панархія — це система основ природи, яку натякає ім'я грецького бога природи Пана.》
Видавець описує теорію, що викладається в книзі, таким чином:
《Панархія, термін, розроблений опис еволюційних ієрархічних систем з безліччю взаємозалежних елементів, пропонує нову важливу основу розуміння і розв'язання цієї дилеми. Панархія — це структура, в якій системи, включаючи системи природи (наприклад, ліси) та людини (наприклад, капіталізм), а також об'єднані системи людини та природи (наприклад, інститути, що регулюють використання природних ресурсів, такі як лісова служба), взаємопов'язані в безперервних адаптивних циклах зростання, накопичення, реструктуризації та оновлення.》
У «Панархії» Гандерсон та Холлінг пишуть:
《Крос-масштабна, міждисциплінарна та динамічна сутність теорії призвела нас до того, що ми вигадали для неї термін "панархія". Її основною метою є раціоналізація взаємодії між змінами та сталістю, між передбачуваним та непередбачуваним.》